# Paul Hasluck
Paul Hasluck (ur. 1 kwietnia 1905 we Freemantle, Australia Zachodnia, zm. 9 stycznia 1993 w Perth) – australijski historyk, dyplomata i polityk, w latach 1963–1964 minister obrony tego kraju, następnie od 1964 do 1967 minister spraw zagranicznych, a w latach 1969 – 1974 gubernator generalny Australii.

## Życiorys

### Młodość
Ukończył historię na University of Western Australia w Perth. W 1923 podjął pracę w redakcji gazety The West Australian. W 1932 poślubił koleżankę ze studiów, Alexandrę Darker, która później również stała się cenionym autorytetem w dziedzinie historii i otrzymała tytuł szlachecki niezależnie od męża. W 1939 został wykładowcą na swoim macierzystym wydziale.

### Kariera dyplomatyczna i polityczna
W 1941 przeniósł się do Canberry i zasilił szeregi powstającej właśnie australijskiej dyplomacji. Był m.in. członkiem delegacji na konferencję w San Francisco w 1945, na której oficjalnie powołano do życia ONZ. Po wojnie wrócił na uczelnię w Perth i otrzymał od rządu zadanie napisania „cywilnej” części oficjalnej historii udziału Australii w II wojnie światowej. Praca nad tym monumentalnym dziełem zajęła mu łącznie 20 lat. Równocześnie w 1949 postanowił zaangażować się w politykę i został wybrany do Izby Reprezentantów z ramienia Liberalnej Partii Australii. W 1951 został ministrem ds. terytoriów, co oznaczało nadzór nad Terytorium Północnym, Papuą-Nową Gwineą oraz należącymi do Australii terytoriami zależnymi. Sprawował ten urząd przez 12 lat.
W latach 1963–1964 był krótko ministrem obrony, a potem przez trzy lata stał na czele australijskiej dyplomacji. Dał się poznać jako zwolennik bardzo bliskich związków z USA oraz udziału w wojnie w Wietnamie, a także przeciwnik uznania Chińskiej Republiki Ludowej. Po śmierci premiera Harolda Holta, Hasluck znalazł się w wąskim gronie kandydatów na szefa partii i rządu. Ostatecznie wyścig o te stanowiska wygrał John Gorton, który chcąc pozbyć się niedawnego rywala z bieżącej polityki, zaoferował mu objęcie formalnie najważniejszego w państwie, lecz realnie głównie ceremonialnego stanowiska gubernatora generalnego. Hasluck przystał na propozycję.
W 1972 premierem został przywódca Australijskiej Partii Pracy Gough Whitlam. Jeszcze jako posłowie on i Hasluck szczerze się nie cierpieli i nie szczędzili sobie na sali obrad dosadnych uszczypliwości. Mimo to jako dwie najważniejsze osoby w państwie dogadywali się dość dobrze – do tego stopnia, że w 1974 Hasluck rozwiązał na prośbę Whitlama parlament, a ten zrewanżował mu się rok później ofertą drugiej kadencji. Gubernator postanowił jednakże przejść na polityczną emeryturę, tłumacząc to chęcią poświęcenia się rodzinie. Zmarł dziewiętnaście lat później, dożywając 88 lat.

### Odznaczenia
W 1969 został rycerzem brytyjskiego Orderu św. Michała i św. Jerzego, a dziesięć lat później Orderu Podwiązki.